# Fumarate de diméthyle
Pour les articles homonymes, voir DMF.
Le diméthylfumarate  aussi dit fumarate de diméthyle ou DMFu (en anglais dimethyl fumarate ou DMF ou  BG-12) est un ester de méthyle de l'acide fumarique. À température ambiante, il se présente en cristaux blancs légèrement odorants.
C'est un produit chimique fongicide (anti-moisissure) très allergisant (à la fois sensibilisant et irritant). On le trouve dans des sachets incorporés dans certains emballages ou « directement dans des canapés ou chaussures importés » , et on ne peut exclure que des produits (cuir, rembourrage...) aient été traités, par pulvérisation par exemple lors de la fabrication, afin qu'ils ne moisissent pas durant leur stockage ou transport, ce qui a provoqué plusieurs victimes (au moins 97 cas d’allergies cutanées suspectés, dont 28 confirmés en France en 2008 selon l'AFSSET et le ministère de la santé). L’importation et la commercialisation de ces produits a depuis été temporairement interdite en France et dans l'Union européenne (UE).
Il est aussi utilisé dans certains médicaments (médicament oral contre le psoriasis (Fumaderm ®) vendu en Europe (Allemagne, Suisse et Belgique). En 2013, la FDA (FDA) l'a approuvé aux États-Unis comme traitement optionnel pour les adultes atteints de sclérose en plaques récurrente (sous le nom de marque Tecfidera). Le 23 juin 2017, avec une nouvelle formulation orale, il est approuvé sous le nom commercial Skilarence ® par l'Agence européenne des médicaments (EMA) contre le psoriasis en plaques modéré à sévère. En 2013, on considère qu'il aurait certaines propriétés immunomodulatrices, sans toutefois provoquer d'immunosuppression significative.

## Caractéristiques physico-chimiques
Le fumarate de diméthyle est un ester et un composé électrophile a,β-insaturé, qui suit des réactions caractéristiques de ces composés. 
C'est aussi un diénophile dans la réaction de Diels-Alder, où la réactivité de sa liaison vinyldénique est renforcée par les deux groupements esters attracteurs d'électrons. Du fait de sa géométrie, le produit de la réaction de Diels-Alder a une configuration trans.
Lipophile, il est hautement mobile dans les tissus humains. Cependant, le fumarate de diméthyle étant un ester a,β-insaturé, il réagit rapidement selon la réaction de Michael avec le glutathion (agent détoxifiant).

## Usages

### En biologie et médecine

#### Contre le psoriasis
Le fumarate de diméthyle est utilisé pour traiter le psoriasis, sans effet secondaire conséquent à long terme selon Hoefnagel et al. (2003). Le fumarate de diméthyle diminue l'activité du système immunitaire ; il semble diminuer l'activité des cellules T (un type de globule blanc qui fait partie du système immunitaire) qui produisent alors moins de substances inflammatoires à l'origine du psoriasis.
L'Agence européenne du médicament (2021) s'est principalement basée sur une étude ayant porté sur 704 patients porteurs de psoriasis en plaques (modéré à sévère). Le Skilarence s'est montré plus efficace que le placebo et aussi efficace que le Fumaderm (qui contient du diméthylfumarate et du monoéthylfumarate). Le critère principal d’évaluation était le taux de patients ayant obtenu au moins 75% de réduction de leur score de gravité du psoriasis après 16 semaines de traitement ; 37% des patients sous Skilarence ont obtenu cette réduction (contre 15% sous placebo et 40% sous Fumaderm). Le médicament n'est donc pas meilleur que le Fumaderm ® et 63 % des patients n'atteignent pas ce niveau d'amélioration. Le Skilarence a en outre des effets indésirables : toujours selon l'Agence européenne du médicament (2021), « ils peuvent toucher plus d'une personne sur 10 » et « ce sont des effets sur le système digestif (diarrhée, ballonnements, maux de ventre et nausées), des bouffées de chaleur (rougeur de la peau) et de faibles taux de lymphocytes (type de globules blancs) ou des globules blancs en général. Pour la liste complète de tous les effets indésirables rapportés avec Skilarence, voir la notice ». Ce médicament est à éviter en cas de graves problèmes digestifs, du foie ou des reins de même que pendant la grossesse et l'allaitement.

#### Contre la sclérose en plaques
La molécule semble prometteuse dans la sclérose en plaques. 
Elle ne guérit pas la maladie, mais diminue le nombre de récidives et leur sévérité. Elle est indiquée dans le traitement de certaines formes sévères de la sclérose en plaques. Elle agirait en étant protectrice sur les neurones vis-à-vis du stress oxydatif, par l'intermédiaire de la voie Nrf2. 

### Autres usages étudiés
En 1988, en laboratoire, une étude laisse penser qu'il pourrait « sensibiliser » certaines cellules de mammifère (cellules d'ovaire de hamster) à la radioactivité, probablement en raison de sa capacité à épuiser les thiols (qui semblent être un facteur majeur responsable de la radiorésistance des cellules hypoxiques). On a d'abord pensé que ce mécanisme était dû à une affinisation électronique, mais ceci a été démenti par le fait que les cellules prétraitées avec du DMFu puis lavées de cette molécule restent radiosensibles, autant que les cellules irradiées en présence du produit.
Selon des études faites dans les années 2010 sur le modèle animal (murin en général), cette molécule semble protéger certaines cellules du cerveau contre le stress oxydatif,,, et contre certains effets d'une hémorragie cérébrale, et de l'œdème cérébral.
Elle favoriserait également la formation des cellules dendritiques intervenant dans le système immunitaire. 
Selon une étude de l'Université du Bénin, au Nigeria, elle semble atténuer l'amnésie induite par la scopolamine et le stress oxydatif chez la souris.
Effets secondaires : L'administration de ce principe actif chez des patients a conduit au développement de lymphopénie sévère. En cas d'utilisation thérapeutique de cette molécule l'hémogramme du patient doit être étroitement surveillé.
Des tests sur le modèle animal (souris de laboratoire) ont été faits pour tester son utilité contre le cancer,.

### Autres
Il est aussi utilisé comme pesticide (fongicide inhibant le développement des moisissures).

## Risques
Il a été démontré que le fumarate de diméthyle est un allergène sensibilisant à de très faibles concentrations, produisant des eczémas très prononcés et étendus, qu'il est difficile de traiter. Des concentrations aussi basses que 1 ppm peuvent conduire à des réactions allergiques. Il n'existe que quelques allergènes aussi puissants.

Symptômes : dermatose allergique, caractérisée par des démangeaisons, éruptions cutanées allant jusqu'aux phlyctènes (cloques) et plus rarement œdèmes généralement centrés sur la zone de peau qui a été en contact (direct ou indirect) avec le produit (fauteuil, chaussures, vêtements, contenus de sachets fongicides...), troubles de la digestion (en cas d'ingestion). Des mécanismes d'irritation et de sensibilisation semblent conjointement expliquer ces symptômes. Le contact répété avec un objet contaminé conduit à une persistance ou à une aggravation des symptômes. 

Des patients se sont plaints de symptômes persistants, même après disparition de la source de DMFu de leur environnement.
Concernant ses utilisations médicamenteuses, contre la sclérose en plaques, un essai clinique multicentrique de phase 2, randomisé, contrôlé par placebo, en double aveugle, a été lancé en 2020. Il apportera des données sur l'efficacité et l'innocuité de Tecfidera dans ce cadre.

## Problèmes de santé publique

### En Finlande et au Royaume-Uni
Son caractère extrêmement allergène a attiré l'attention du public lors d'une série d'incidents dus à des « fauteuils empoisonnés », fabriqués par l'entreprise chinoise Linkwise qui contenaient à l'intérieur des sachets de fumarate de diméthyle destinés à inhiber les moisissures lors du stockage ou du transport,. En Finlande, où les fauteuils étaient vendus depuis 2006-2007, une soixantaine d'utilisateurs ont été victimes de sérieuses éruptions cutanées. Tapio Rantanen, un docteur finlandais, a identifié la cause comme étant une réaction allergique induite par le fumarate de diméthyle et son étude a fait la couverture du numéro de juillet du British Journal of Dermatology. Au Royaume-Uni, des canapés vendus par les chaînes Argos, Land of Leather et Walmsley Furnishing contenant ce produit chimique ont causé une centaine de victimes,. Tandis qu'Argos a retiré les canapés de ses magasins et contacté les acheteurs pour récupérer ceux qui avaient été vendus, Land of Leather a retiré les canapés sans prévenir les clients et Walmsley a affirmé avoir enlevé les sachets des canapés qu'ils ont vendu après la révélation du danger. Cependant il apparaît que Walmsley a continué à vendre des canapés contenant les sachets après avoir été averti de leur dangerosité. Un procès a été intenté contre Land of Leather et Walmsley et ils font actuellement face à une class action de 10 millions de livres sterling. Il leur est reproché leur gestion de l'incident. Ils ont rejoint le fabricant chinois Linkwise et nient le fait que leurs canapés sont liés aux blessures de leurs clients,. Le danger a été révélé au public quand le programme Watchdog de la BBC a alerté les consommateurs,.

### En France
En France, des canapés et fauteuils également fabriqués par l'entreprise chinoise Linkwise et contenant du fumarate de diméthyle ont été vendus par l'enseigne d'ameublement Conforama. Ces fauteuils ou canapés « allergisants » auraient fait 128 victimes connues selon Claudette Lemoine, responsable du collectif Rouannez-Anna qui regroupe des victimes de toute la France. Ces victimes souffrent de pathologies diverses : brûlures, eczéma, affections respiratoires, perte de cheveux, douleurs musculaires. Les lots de fauteuil incriminés ont été retirés de la vente fin juin. Conforama a proposé entre 300 et 2 000 euros d'indemnisation par dossier.
Un arrêté paru dans le Journal Officiel du 10 décembre 2008 a interdit pour une durée d'un an la commercialisation des sièges et des articles chaussants contenant du fumarate de diméthyle,.
À la suite de la série de graves problèmes de santé qui a touché les consommateurs de plusieurs pays européens (France, Finlande, Pologne, Royaume-Uni, Suède) l'Union européenne s'apprête à interdire l'utilisation du fumarate de diméthyle dans tous les biens de consommation. L'utilisation du DMFu comme biocide était déjà interdite dans la fabrication de biens dans l'UE mais jusqu'alors les fabricants des pays tiers pouvaient utiliser ce biocide non autorisé et exporter ensuite leurs produits vers l'UE.
- Le 3 novembre 2008 : la direction générale de la Santé saisit le Comité de coordination de toxicovigilance (CCTV) afin qu'il évalue les risques liés à ce produit, pour étayer une éventuelle limitation ou interdiction de mise sur le marché[3].
- Du 1er janvier 2008 au 10 janvier 2009, 134 signalements ont été recensés par l'InVS, le CCTV et leurs partenaires et dans 27 cas, « l'exposition a été confirmée de façon certaine »[3].
- 4 décembre 2008 : un arrêté (publié le 10 décembre 2008) suspend l'autorisation de mise sur le marché de sièges et articles chaussants contenant du DMFu pour une durée de un an (renouvelable).
- Mars 2009 : Le CCTV rend son rapport[35].
- 17 mars 2009 : L'UE interdit à partir du 1er mai 2009 la mise sur le marché des produits contenant du DMFu et impose le rappel des produits contaminés encore disponibles sur le marché pour une durée d'au moins un an (renouvelable), mais des patients se plaignent de la continuation des symptômes après enlèvement des objets contenant du DMFu[3].
- Le 5 mai 2009, l’Agence française de sécurité sanitaire de l'environnement et du travail (Afsset) est saisie par les ministères chargés du travail et de la santé d'évaluer l'impact sanitaire de ce produit et de ses homologues. L'Afsset devait effectuer des mesures dans les logements des personnes exposées à cette substance et qui, après le retrait des objets incriminés, continuent de souffrir, afin de vérifier s'il existe une rémanence du produit[3].
- Le 15 avril 2009, l'Afsset a engagé une procédure de restriction (dans le cadre du règlement européen REACH), visant à restreindre ou interdire la production, l'usage et la commercialisation du DMFu, les autres interdictions n'étant que transitoires.
- Le 4 décembre 2009 : les premières investigations de l'Afsset [36] faites dans 9 logements du Nord-Pas-de-Calais confirment la persistance de DMFu dans 4 logements[3]. Une seconde campagne d’investigations est en cours dans 5 logements du Sud de la France, a priori plus aérés. Sur ces bases, une étude toxicologique du DMFu et de substances homologues est prévue, pour des populations normales ou professionnelles exposées.
- En 2012, le problème resurgit malgré l'interdiction, une fillette ayant dû être hospitalisée pour de graves lésions après avoir essayé des vêtements «made in China» reçus en cadeau[37]. Toutefois des analyses ultérieures n'ont pas confirmé la présence de dimétylfumarate dans les vêtements incriminés[38].

### Au Canada
Des réactions allergiques générées par des sofas contaminés ont aussi fait des victimes au Canada. 
Des consommateurs qui ont subi d'importantes lésions cutanées après avoir acheté un fauteuil chinois ont récemment alerté Santé Canada. Un Montréalais a acheté un sofa et une causeuse en cuir fabriqués en Chine il y a cinq semaines. Au bout de quelques jours, il a vu sa peau virer au rouge. « C'est comme si j'avais eu un coup de soleil partout sur le corps, dit-il. Ça me piquait ». Une plaque rouge-brun de la grosseur d'une main et causant d'intenses démangeaisons est aussi apparue sur la jambe de sa conjointe. « Sa jambe semblait enflée. Et elle avait des boutons partout sur le corps». 
Santé Canada reconnaît qu'un «petit nombre d'incidents impliquent des allergies dermatologiques, et des meubles ont été rapportés ». « Même si ces meubles proviennent de Chine, Santé Canada doit encore enquêter pour établir hors de tout doute les liens entre ces incidents », écrit l'organisme, qui dit «poursuivre ses enquêtes».[réf. nécessaire]